# Yuelu
Yuelu léase Yué-Lú (en chino:岳麓区, pinyin:Yuèlù qū) es un  distrito urbano bajo la administración directa de la ciudad-prefectura de Changsha. Se ubica al este de la provincia de Hunan, sur de la República Popular China. Su área es de 139 km² y su población total para 2014 fue de 818 900 habitantes.

## Administración
El distrito de Yuelu se divide en 18 pueblos que se administran en 16 subdistritos y 2 poblados.